# Przymus Schroedera
Przymus Schroedera (ang. "Schroeder squeeze") jest odmianą bezredukcyjnego przymusu atutowego, został po raz pierwszy opisany przez niemieckiego brydżystę Dirka Schroedera.
```
                        ♠ A K 9 3
                        
♥
 8 6 4 3
                        
♦
 D
                        ♣ 8 5 4 2
             ♠ D 10 8 5           ♠ -
             
♥
 7 2                
♥
 K W 9 5
             
♦
 10 8 7 3           
♦
 A K 9 4
             ♣ K D 3              ♣ A W 10 9 6
                       ♠ W 7 6 4 2
                       
♥
 A D 10
                       
♦
 W 6 5 2
                       ♣ 7
```

Kontrakt to 3♠ z kontrą grany z pozycji S po wiście królem trefl i damą trefl.  S przebija drugiego trefla i gra pika do asa.  Gra teraz ze stołu kiera do dziesiątki, a w następnej lewie oddaje karo i przebija kontynuację treflem.  Przebija następnie karo na stole, impasuje króla kier i gra asa w tym kolorze przebitego przez W, który gra następne karo przebite w dziadku.  Dochodzi do następującej pozycji:
```
                        ♠ K
                        
♥
 8
                        
♦
 -
                        ♣ 8
             ♠ D 10               ♠ -
             
♥
 -                  
♥
 K
             
♦
 10                 
♦
 A 
             ♣ -                  ♣ 9
                       ♠ W 7
                       
♥
 -
                       
♦
 W
                       ♣ -
```

Rozgrywający gra króla pik z dziadka i E staje w przymusie - jeżeli zrzuci kiera lub trefla to wyrobi lewę w dziadku, a jeżeli odrzuci asa karo, to rozgrywający będzie mógł przebić przegrywającą bloktę w ręce i wykorzystać dobrego waleta karo.